# Budy Trzcińskie
Budy Trzcińskie – wieś w Polsce położona w województwie łódzkim, w powiecie skierniewickim, w gminie Nowy Kawęczyn.
W latach 1975–1998 miejscowość administracyjnie należała do województwa skierniewickiego.
Wieś znajduje się na Równinie Łowicko-Błońskiej. Teren płaski, podłoże skalne stanowią plejstoceńskie osady polodowcowe. Okoliczne lasy o drzewostanie sosnowym z domieszką brzozy dają schronienie sarnom i zającom.